# Scharbeutz
Scharbeutz è un comune di 11 580 abitanti dello Schleswig-Holstein, in Germania.
Appartiene al circondario dell'Holstein Orientale (targa OH) ed è indipendente delle comunità amministrative (Amt).